# جيري كار
جيري كار (بالإنجليزية: Gerry Carr) هو رامي القرص بريطاني، ولد في 1 فبراير 1936 في لندن في المملكة المتحدة.

## وصلات خارجية
- جيري كار على موقع أوليمبيديا (الإنجليزية)
- جيري كار على موقع اللجنة الأولمبية البريطانية (الإنجليزية)